# 穆爾斯卡索博塔主教座堂
穆爾斯卡索博塔主教座堂是位於斯洛維尼亞城市穆爾斯卡索博塔的一座教堂。穆爾斯卡索博塔主教座堂是天主教穆爾斯卡索博塔教區的主教座堂。

## 外部連結
- Cathedral website （页面存档备份，存于） （斯洛文尼亚文）

46°39′28″N 16°10′12″E / 46.6578°N 16.1701°E